# 루아풀라주

루아풀라 주

루아풀라주(Luapula Province)는 잠비아를 구성하는 10개 주 가운데 하나로 주도는 만사이며 면적은 50,567km2, 인구는 1,127,453명(2015년 기준), 인구 밀도는 22명/km2이다.
동쪽으로는 북부 주, 무칭가 주와 접하며 서쪽으로는 콩고 민주 공화국과 국경을 접한다. 11개 구(치엥기 구, 치필리 구, 쳄베 구, 카왐브라 구, 룽가 구, 만사 구, 밀렝게 구, 음완사봄브웨 구, 음웬세 구, 은첼렝게 구, 삼피아 구)를 관할한다.